# Anton Puchegger
Anton Puchegger (né le 7 avril 1878 à Payerbach, mort le 25 septembre 1917 à Davos) est un sculpteur autrichien. Il crée la plupart de son œuvre à Berlin.

## Biographie
Anton Puchegger est issu d'un milieu modeste. Sa formation d'artiste est possible grâce au soutien financier du comte de Wurmbrand-Stuppach. De 1892 à 1896, Puchegger fréquente l'école de sculpture sur bois de Bolzano, puis l'académie des Beaux-Arts de Vienne. Vers 1900, il séjourne à Paris grâce à une bourse de l'académie des Beaux-Arts de Vienne, où il complète sa formation de sculpteur animalier. De retour en Autriche, Puchegger dirigé des travaux de fouille et de restauration au château de Schallaburg pendant deux ans pour le compte du baron von Tinti. En 1904, il se voit offrir un poste de professeur à l'École des arts appliqués de Znaïm, qu'il refuse et s'installe à Berlin.
À partir de 1905, Anton Puchegger vit comme artiste indépendant à Berlin. Il trouve les modèles de ses sculptures animalières au jardin zoologique de Berlin, où il se lie d'amitié avec le directeur du zoo Ludwig Heck. En 1909, une collaboration fructueuse commence avec la manufacture royale de porcelaine de Berlin, pour laquelle Puchegger conçoit un cycle de figures animales. À partir de 1910, il expose régulièrement ses œuvres à la Grande exposition d'art de Berlin et est de plus en plus reconnu. En 1915, la Galerie nationale de Berlin acquiert sa sculpture en bois Chouette, en 1918 la figure d'un singe. Anton Puchegger meurt en 1917 des suites d'une tuberculose.
Après sa mort prématurée, l'Association des artistes berlinois, à laquelle Puchegger adhéra en 1914, honore le sculpteur avec une exposition commémorative à la cité des arts de Berlin. À l'occasion de l'exposition Tierbilder, inaugurée en février 1918, l'État prussien achète deux autres sculptures en bois de Puchegger. L'un d'eux, le portrait grandeur nature du chimpanzé Missie, est donné au jardin zoologique, où elle est exposée au public et dont on croyait qu'elle avait brûlé pendant la Seconde Guerre mondiale jusqu'à sa redécouverte en 2011.

## Œuvre

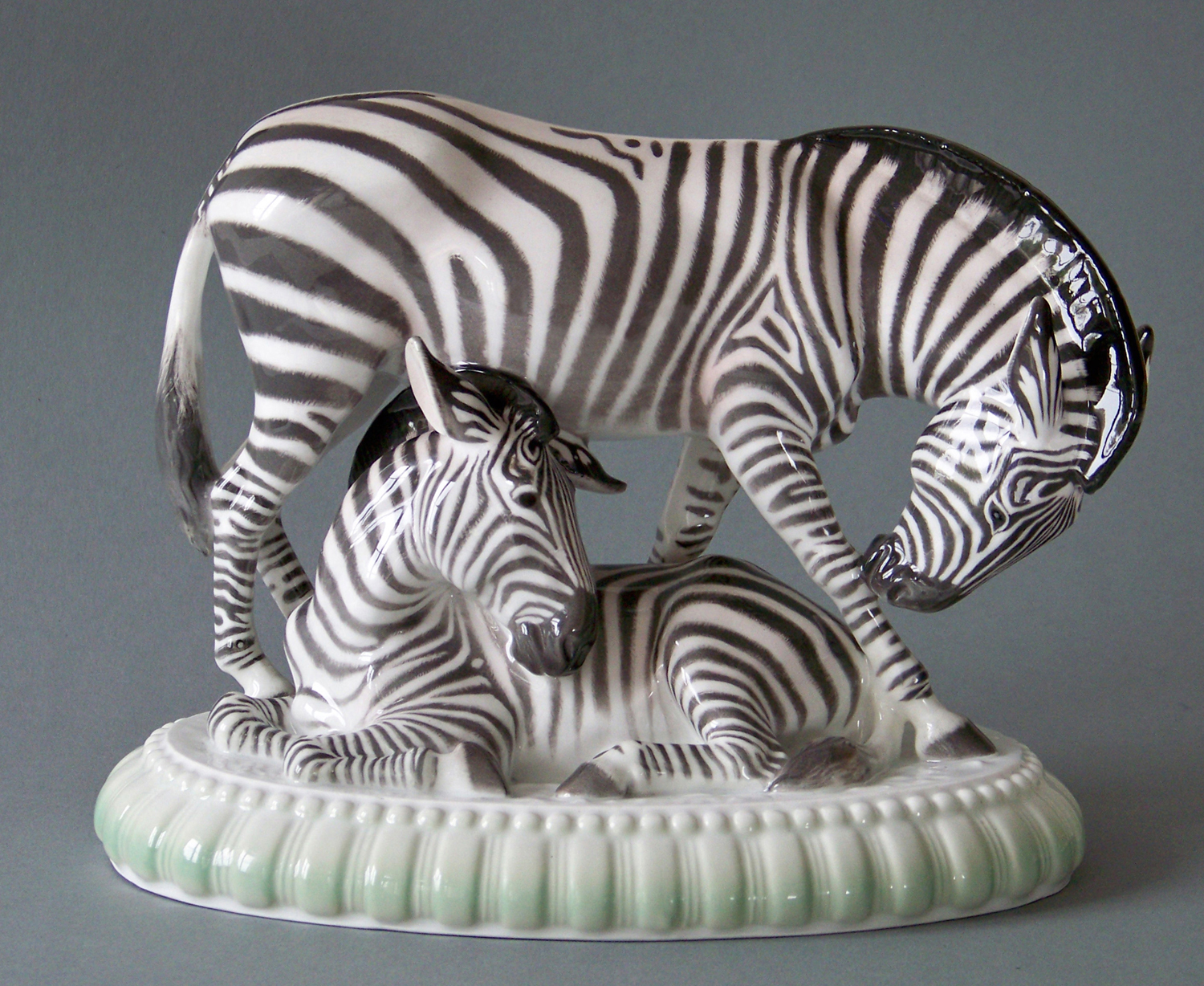
Zèbres, 1912.

Anton Puchegger travaille avec divers matériaux et techniques sculpturaux. Initialement formé comme sculpteur sur bois, il place cet art au centre de son travail tout au long de sa vie. Il est également présent sur le marché de l'art avec des sculptures en bronze et des sculptures en pierre reproduites mécaniquement. Il a un grand succès avec des sculptures d'animaux en porcelaine, qu'il conçoit pour la manufacture royale de porcelaine de Berlin et la manufacture de porcelaine d'Unterweissbach. Puchegger conçoit des objets d'art et d'artisanat tels que des lampes, des horloges et des ensembles de bureau, par exemple pour Orivit.
Le centre de son travail est l'animal, un thème qui acquiert une grande importance dans la sculpture moderne au tournant du siècle. Puchegger peut être vu dans le contexte de la nouvelleécole de sculpture de Berlin, qui produit des positions importantes dans la sculpture animalière moderne avec August Gaul et Louis Tuaillon. Comme August Gaul, Puchegger s'intéresse principalement aux animaux sauvages qu'il étudie au zoo de Berlin. Il réalisa ainsi, par exemple, une sculpture de la chimpanzée « Missie », qui se trouve aujourd’hui à l’Alte Nationalgalerie de Berlin.
La caractéristique des sculptures animalières de Puchegger est la stylisation extensive du corps animal, qui est basée sur une observation précise de la nature. Des arêtes vives et des volumes serrés et anguleux caractérisent son langage de conception, qui se caractérise par la technique de la sculpture sur bois. En tant que sculpteur et designer, Puchegger se tient à la frontière entre l'enthousiasme de l'Art nouveau pour la nature et l'envie d'abstraction de l'expressionnisme.